# ISO 3103

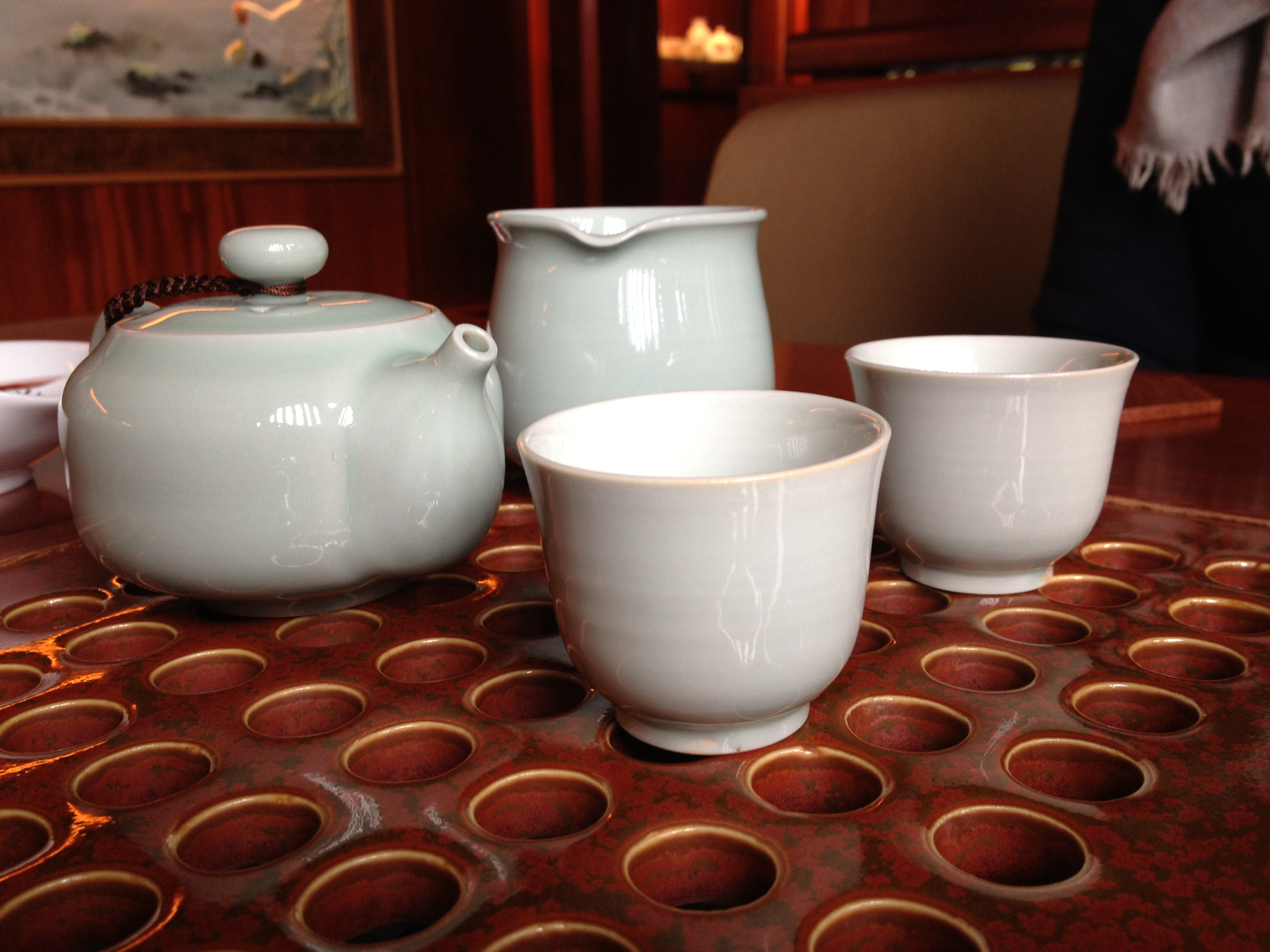
Um conjunto de chá de cerâmica branca, conforme as instruções da ISO 3103

A ISO 3103 é uma norma publicada pela Organização Internacional de Padronização (ISO), especificando um método padronizado para a preparação de chá, possivelmente amostrado pelos métodos padronizados descritos na ISO 1839. Foi originalmente estabelecida em 1980 como BS 6008: 1980 pela British Standards Institution, e uma revisão foi publicada em dezembro de 2019 como ISO/NP 3103. Foi produzida pelo Comitê Técnico ISO 34 (Produtos alimentícios), Subcomitê 8 (Chá).

 O resumo declara o seguinte: 
 O método consiste na extração de substâncias solúveis em folhas de chá secas, contidas em um bule de porcelana ou faiança, por meio de água fervente, servindo o líquido em uma tigela de porcelana ou louça branca, examinando as propriedades organolépticas da folha infundida, e da infusão com ou sem leite, ou ambos. 
 Este padrão não se destina a definir o método adequado para a preparação de chá destinado ao consumo geral, mas a documentar um procedimento de preparação de chá em que comparações sensoriais significativas possam ser feitas. Um exemplo desse teste seria um teste de sabor para estabelecer qual mistura de chás escolher para uma determinada marca ou rótulo básico, a fim de manter uma bebida fermentada com sabor consistente, de colheita para colheita.
O trabalho foi o vencedor do prêmio paródico Ig Nobel de Literatura em 1999.

## Detalhes

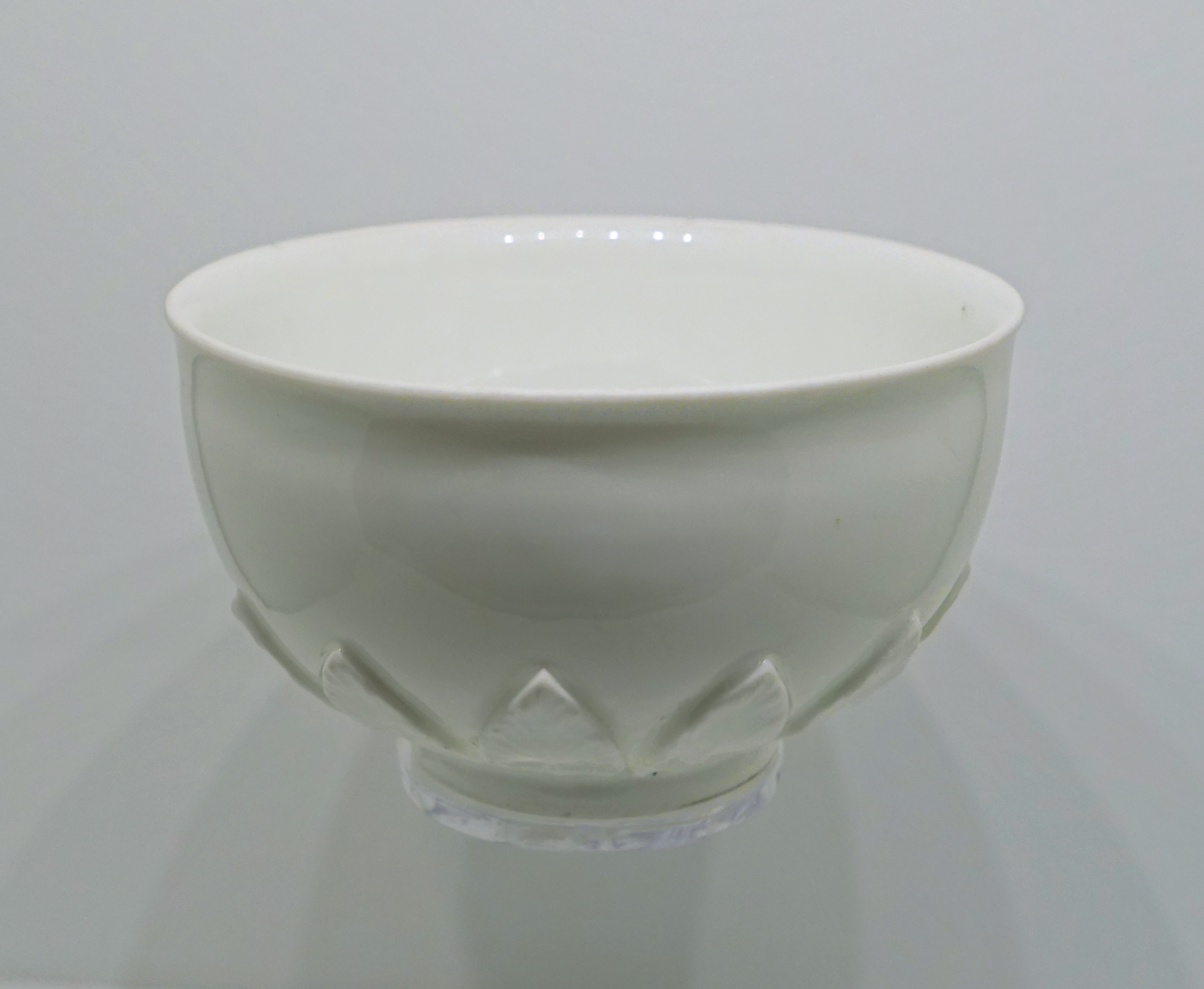
Uma tigela de chá de porcelana branca

Para manter resultados consistentes são feitas as recomendações:
- O bule deve ser de porcelana branca ou faiança vitrificada e ter uma borda parcialmente serrilhada. Deve ter uma tampa que encaixe no bule.
- Se um bule grande for usado, ele deverá conter no máximo 310 ml (± 8 ml) e deve pesar 200 g (± 10 g)
- Se um bule pequeno for usado, ele deverá conter no máximo 150 ml (± 4 ml) e deve pesar 118 g (± 10 g)
- 2 gramas de chá (com precisão de ± 2%) a cada 100 ml de água fervente colocada no bule.
- A água fervente deve ser derramada no bule até 4 a 6 mm da borda. Deve-se deixar a água esfriando por 20 segundos.
- A água deve ser semelhante à água potável de onde o chá será consumido.
- O tempo de infusão deve ser seis minutos.
- O chá preparado deve ser então derramado em uma tigela de porcelana branca ou de faiança vitrificada.
- Se uma tigela grande for usada, ela deverá ter capacidade para 380 ml e peso de 200 g (± 20 g)
- Se uma tigela pequena for usada, ela deverá ter capacidade para 200 ml e peso de 105  g (± 20 g)
- Se o teste envolver leite, ele deverá ser adicionado antes do chá infundido ser servido, a menos que isso seja contrário à prática normal da organização.
- Se o leite for adicionado após o chá ser servido, ele será adicionado quando o líquido estiver entre 65-80 °C.
- Deveram ser usados 5 ml de leite para a tigela grande ou 2,5 ml para a tigela pequena.

## Crítica
O protocolo foi criticado por omitir qualquer menção ao pré-aquecimento do bule. A Irlanda foi o único país a se opor à norma, por motivos técnicos.

## Padrões concorrentes
Em 2003, a Royal Society of Chemistry publicou um comunicado de imprensa intitulado "Como fazer uma xícara de chá perfeita".